# Marmelade (gemeente)
Marmelade (Haïtiaans-Creools: Mamlad) is een stad en gemeente in Haïti met 38.000 inwoners. De plaats ligt 32 km ten zuiden van de stad Cap-Haïtien. De gemeente maakt deel uit van het gelijknamige arrondissement in het departement Artibonite.

## Ligging
Marmelade is gelegen in het Massif du Nord. De hoogte in de gemeente bedraagt tussen de 600 en 1200 meter. De hooggelegen delen van de gemeente zijn soms erg steil, en schaars bewoond. In de bergen is ontbossing een probleem.
Vanuit Marmelade zijn er verharde wegen naar Gonaïves (51 km) en Cap-Haïtien (80 km). Verder zijn er onverharde wegen naar Cap-Haïtien via Dondon (51 km) en naar Saint-Michel-de-l'Atalaye (19 km).

## Klimaat
De jaarlijkse neerslag bedraagt 2500 mm. Hier ontspringen dan ook veel belangrijke rivieren van de departementen Nord, Nord-Ouest en Artibonite. De gemiddelde temperatuur bedraagt 21°C.

## Economie
De koffieplant is het belangrijkste gewas in Marmelade. De koffie is hier aan het begin van de 18e eeuw geïntroduceerd. Er zijn zo'n 3000 koffieboeren, en een deel van de koffie is bestemd voor de export. De koffie wordt verkocht onder de naam Café Marmelade.
Verder wordt er fruit verbouwd. In de ontboste zones in de bergen teelt men bonen en maniok.
De familie van president René Préval is afkomstig uit Marmelade. Na zijn eerste regeringsperiode heeft hij hier verschillende sociale projecten opgezet, waaronder een project waarin jongeren leren meubels te maken van bamboe. Dit project is ondersteund vanuit Taiwan.

## Bezienswaardigheden
- Fort Jalousière: maakt deel uit van een systeem van 20 forten dat na de onafhankelijkheid van Haïti in 1804 gebouwd is om het land te verdedigen tegen een eventuele terugkeer van de Fransen.

## Bevolking
In 2009 had de gemeente 34.609 inwoners, in 2003 werden 24.977 inwoners geteld. Dit komt neer op een stijging van 5,6% per jaar.
Van de bevolking woont 22% in de dorpskernen en 78% in ruraal gebied. 50,8% van de bevolking is mannelijk. 46% van de bevolking is jonger dan 18 jaar.
Het grootste deel van de bevolking is rooms-katholiek. De parochiekerk is gewijd aan Sint-Marta.

## Indeling
De gemeente bestaat uit de volgende sections communales:
| Nr. | Naam                 | Km²   | Inw.2015 |
| --- | -------------------- | ----- | -------- |
| 1   | Crête à Pins         | 43,09 | 17.028   |
| 2   | Bassin (of: Billier) | 34,61 | 12.765   |
| 3   | Platon               | 31,24 | 8.264    |